# メ〜テレワイドスーパーJチャンネル
『メ〜テレワイド スーパーJチャンネル』（メ〜テレワイド スーパージェイチャンネル）は、2003年3月31日から2005年4月1日まで名古屋テレビ（メ〜テレ）で放送されていた10代目の夕方ワイド番組（報道番組・情報番組）である。

## 概要
前身番組は『TRYあんぐる』で、名古屋テレビが愛称を「ナゴヤテレビ」から「メ〜テレ」へ変更するのに合わせて改題リニューアルした。本番組で初めてテレビ朝日発の全国ニュース『スーパーJチャンネル』とタイトルを合わせる形になった。
放送開始から1年間は19:00近くまで放送の2時間番組で、前述の『スーパーJチャンネル』も内包していたが、2004年春の改編でグルメリポートなどの報道番組色の薄い企画を分離し、『大須ぱっぱ屋』（18:20 - 18:55）というタイトルの別番組にした。そのため、放送枠が縮小した。
それから1年後の2005年春、番組は『ぱっぱ屋』とともに終了。メ〜テレ夕方のローカルワイドは、『ぱっぱ屋』の後番組である『UP!』へと引き継がれた。本番組の終了に伴い、メ〜テレは17時台のローカルワイドの自社製作からは撤退し、代わりに『スーパーJチャンネル』の17時台をネットすることになった。

## 放送時間

### 番組全体
| 放送期間  | 放送期間  | 放送時間                    |
| --------- | --------- | --------------------------- |
| 2003.3.31 | 2003.9.26 | 平日 16:59 - 18:54（115分） |
| 2003.9.29 | 2004.4.2  | 平日 16:55 - 18:54（119分） |
| 2004.4.5  | 2004.7.9  | 平日 17:00 - 18:17（77分）  |
| 2004.7.12 | 2005.4.1  | 平日 16:55 - 18:17（82分）  |

### 平日ローカル枠
| 放送期間  | 放送期間  | 16:59 - 17:00 | 17:34 - 17:54 | 18:17 - 18:54 |
| --------- | --------- | ------------- | ------------- | ------------- |
| 2003.3.31 | 2003.9.26 | ○             | ○             | ○             |
| 2003.9.29 | 2004.4.2  | ×             | ○             | ○             |
| 2004.4.5  | 2005.4.1  | ×             | ○             | ×             |

## 出演者

### キャスター
- 大川敦子 - メインキャスター。2003年3月31日から2004年4月2日まで担当。
- 倉橋友和 - サブキャスター、後にメインキャスター。2003年9月28日から2005年4月1日まで担当。

### リポーター
- 加藤歩 - フィールドキャスター。月曜・水曜・木曜・金曜の「怒〜なの!」を担当。
- 倉橋友和 - フィールドキャスター。2003年3月31日から同年9月まで担当。
- 岡山裕子 - フィールドキャスター。火曜担当。
- 高山香織 - フィールドキャスター。火曜担当。
- 影島香代子 - 月曜の「寿将家の台所」を担当。
- 神取恭子 - 月曜の「週間 美-Style」および「神ドリアナのドリ生活」を担当。
- 立松大和 - 火曜の「立松の旅」を担当。
- つボイノリオ - 木曜の「つボイノリオの真夜中の美術館」を担当。
- ドン小西 - 木曜の「ドン小西のファッションは生き様だ!」を担当。
- 齋藤寿幸 - 「斎藤ノススメ」を担当。

### 天気予報担当
- 小川玄（気象予報士） - 2003年3月から2004年3月まで担当。

## 主なコーナー

### 17時台
- 寿将家の台所（月曜）
- 買いドキ食っピング（月曜・水曜）
- 立松の旅（火曜）
- 家族の風景（火曜）
- 火曜特集（火曜）
- 日帰り湯っ旅（水曜）
- つボイノリオの真夜中の美術館（木曜）
- 生活情報（木曜）
- ドン小西のファッションは生き様だ! （木曜）
- ほか

### 18時台
- メ〜テレランキング（月曜）
- 週間 美-Style （月曜）
- 神ドリアナのドリ生活（月曜）
- がんファイル（火曜）
- 怒〜なの! （水曜 → 金曜） - 一般市民が普段感じる「怒」らずにはいられないような税金の無駄遣いやマナー違反などに斬りこむ。
- 極旨食堂（水曜）
- 現場発（木曜 → 火曜）
- でら安! （木曜）
- 齋藤ノススメ - 齋藤が、普段は社会に埋もれてしまっているニュースを独自の視点で追っていた。このコーナーは、後継番組の『UP!』でも一時期放送されていた。
- ほか